# Mouse on Mars
Mouse on Mars est un groupe de musique électronique allemand constitué d'Andi Toma et de Jan St.Werner. Fondé en 1993 à Düsseldorf, dans la foulée du mouvement électronique IDM, ils seront reconnus pour leur éclectisme musical mélangeant expérimentations électroniques et musique pop en s'inspirant de la musique dance, techno, hip-hop, glitch, jazz ainsi que du krautrock.

## Formation
Andi Toma et Jan St.Werner, respectivement de Cologne et Düsseldorf en Allemagne, se seraient rencontrés en 1993 à un concert de death metal ou dans un marché d'alimentation saine. Ils partagèrent une semblable fascination pour les groupes de krautrock tels que Neu!, Can, Cluster, Faust et Kraftwerk ainsi que les expérimentations de l'époque sur la scène techno et ambient allemande.

Ils commencèrent à diffuser quelques démo qui se rendirent jusqu'au groupe anglais Seefeel qui les introduisirent à leur label Too Pure reconnu pour sa diffusion d'artistes de rock indépendant et de musique électronique.

## DeVulvalandàGlam
À la suite de la sortie de leur premier single Frosch, Mouse on Mars sortiront leur premier album en 1995 et l'intituleront Vulvaland. L'album, combinant structures krautrock et ambient house, se fera remarquer à sa sortie par sa particularité au point de vue de ses textures et sa capacité à créer des ambiances transposables sur le plancher de danse.
Néanmoins, ce sera leur second album, Iaora Tahiti, qui sera le premier album véritablement reconnu de Mouse on Mars. Misant plus sur une structure rock ou pop conventionnelle, tout en refusant d'élaguer les expérimentations déjà présentes sur Vulvaland, Mouse on mars créera un album simple et efficace. De pièces axées sur la texture ("Schlecktron"), à de pures pièces ambientes et minimalistes ("Kompod", "Omnibuzz"), à quelques inspirations de jazz et de hip hop fragmenté ("Bib", "Stereomission"), Iaora Tahiti se fera marquer notamment sur la scène IDM.
L'éclectisme de Mouse on Mars se fera encore plus ressentir lors de la sortie de leur EP Cache-Cœur Naif en 1997. Ce EP marquera, par ailleurs, la collaboration avec Mary Hansen et Laetitia Sader, vocalistes du groupe anglais Stereolab.
L'album suivant, Autoditacker, sera l'essai du groupe dans le drum and bass et l'affirmation du style "bulles et cliquetis" qui fera sa marque. Autoditacker est reconnu pour son énergie, aux rythmiques typiques au drum'n bass anglais, or toujours avec ce souci de créer ambiances et mélodies accrocheuses, déconstruites, fracturées et fortement texturées.

## Discographie

### Albums studio
- Vulvaland (1994)
- Iaora Tahiti (1995)
- Autoditacker (1997)
- Instrumentals (1997)
- Glam (1998)
- Niun Niggung (2000)
- Idiology (2001)
- Radical Connector (2004)
- Varcharz (2006)
- Parastrophics (2012)
- 21 Again (2014)
- Dimensional People (2018)

### Mini albums
- WOW (2012)

### Album live
- Live 04 (2005)

### Collaborations
- Tromatic Reflexxions (avec Mark E. Smith sous le nom de Von Südenfed) (2007)

### Singles et EPs
- Frosch (1994)
- Bib (1995)
- Saturday Night Worldcup Fieber (1995)
- Cache Cœur Naif (1997)
- Twift (1997)
- Pickly Dred Rhizzoms (1999)
- Distroia (1999)
- Diskdusk (1999)
- Actionist Respoke (2001)
- Agit Itter It (2002)
- Wipe That Sound (2004)
- They Know Your Name (2012)
- Spezmodia (2014)
- Synaptics EP (2017)